# 허발
허발(許潑, 1872년 ~ 1955년)은 한국의 독립운동가이다.

## 생애
허위의 의병투쟁에 적극 가담하였다. 1915년 동생 허규와 종형제들을 데리고 도만하여 통화현에서 허위의 가족과 합류하였다. 그 후 종숙부인 허겸과 재종형 허학 등 친지와 함께 독립운동에 투신하였다. 1919년 3·1운동이 남북 만주에 번져나가자 남만 대표로 국내에 잠입하여 활동하다가 1920년 8월 다시 남만주로 갔다. 1933년에도 국내로 잠입하였다가 대구경찰서에 체포되기도 하였다. 그가 경영하던 일창한약방(一蒼漢藥房)은 독립운동의 연락처 구실을 하고 있었고 이상룡(李相龍), 김동삼, 안중근, 안경학(安敬鶴) 등과 친교가 두터웠다.